# Tele Top
Tele Top (eigene Schreibweise TELE TOP) ist ein unabhängiger Schweizer Regionalfernsehsender mit Sitz in Winterthur. Der Sender produziert täglich ein Vollprogramm für die Kantone Zürich, Thurgau, Schaffhausen sowie für die Region Fürstenland. Über Digital-TV und Internet ist das Programm in der ganzen Deutschschweiz zu empfangen. Tele Top ist Teil der TOP-Medien. Die TOP-Medien mit Hauptsitz in Winterthur beschäftigen rund 70 Mitarbeitende.

## Geschichte
Tele Top hiess bis zum 1. Januar 1999 Winti TV, nach der Stadt Winterthur, von der aus damals gesendet wurde und wo der Fernsehsender 1986 auch entstand und seine Anfänge mit kleinen Sendungen über lokale Wahlen und ähnliche Programme machte. Der Sender zeigte zu Beginn Text- und Bildtafeln. Im ersten Betriebsjahr gab es erst zwei Sendungen. In den Jahren danach waren es jeweils sechs Sendungen bei kommunalen Wahlen und Abstimmungen. Später wurde aus Winti TV dann Tele Top, und aus dem neuen Studio in Frauenfeld kamen 1999 die ersten TOP NEWS.

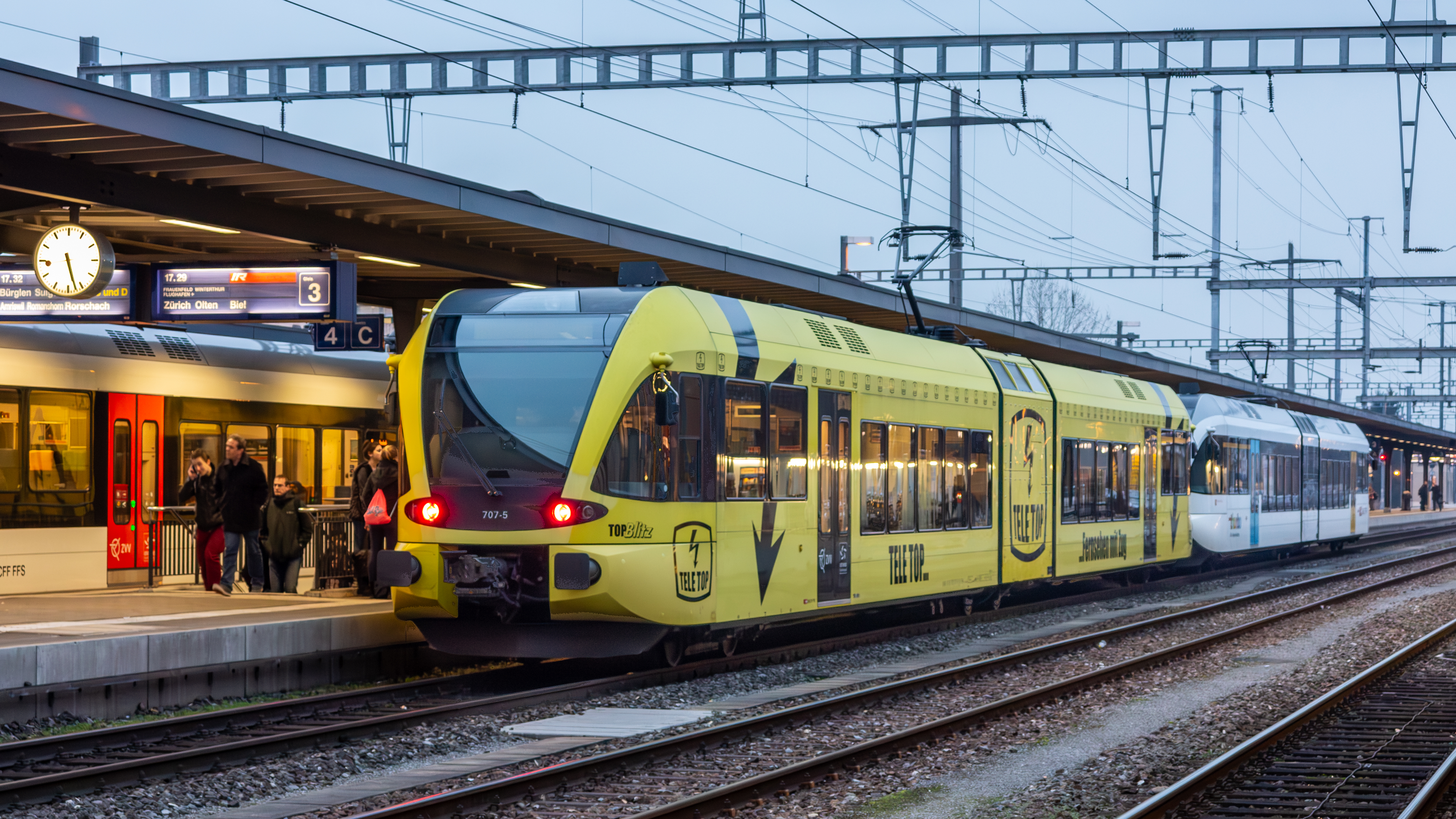
Tele Top-Werbung auf einem thurbo-Triebzug

Unter der Führung von Günter Heuberger erhielt Tele Top am 31. Oktober 2008 eine Sendekonzession für die Kantone Schaffhausen, Thurgau sowie Zürich.
Per 1. März 2021 übergab Günter Heuberger die Verantwortung als Geschäftsführer von Tele Top an Philippe Pfiffner. Pfiffner war bereits seit Frühling 2005 in verschiedenen Funktionen für die TOP-Medien tätig.
Mitte 2021 rücken die TOP-Medien, zu denen auch Tele Top gehört, näher zusammen. Radio Top, Top Two, Tele Top und Top Online treten neu unter der Dachmarke «TOP» auf. Ein gemeinsames neues Logo unterstützt den geschlossenen Auftritt.
Am 1. Mai 2025 übernahm Thomas Brügger die Geschäftsführung des Unternehmens. Dies markierte den Beginn einer neuen Ära, in der sich das Unternehmen nach einer Phase der Stabilisierung neu aufstellte.

## Programm
TELE TOP bietet eine vielfältige Mischung aus Information und Unterhaltung mit über einem Dutzend eigenproduzierter Formate, darunter:
- TOP NEWS: Tägliche, kompakte Nachrichten ab 18:00 Uhr zu den wichtigsten Ereignissen des Tages, stündlich wiederholt.
- TOP WETTER: Tägliche Wetterinformationen für die Region, ebenfalls stündlich wiederholt.
- TOP TALK: Wöchentliches Gesprächsformat mit Persönlichkeiten aus Politik, Kultur, Wirtschaft und Gesellschaft, immer mittwochs ab 18:20 Uhr.
- KUCHLER: Samstägliche Kochsendung mit Christian Kuchler ab 18:15 Uhr.
- TOP JASS: Show rund um das traditionelle Schweizer Kartenspiel Jass mit prominenten Gästen und humorvollen Elementen.
- TOP EVENTS: Wöchentliches Unterhaltungsformat direkt von den unterschiedlichsten Events in der Region.
- TOP³: Persönlichkeiten im Mittelpunkt. Das People-Talk-Magazin auf TELE TOP und auch als Podcast

### Besonderheiten
TELE TOP zeichnet sich durch eine enge Verbindung zur Region, eine klare, verständliche Darstellung komplexer Themen und eine Vielfalt an Gästen und Meinungen aus. Besonders das TOP TALK-Format legt Wert auf meinungsbildende, tiefgehende Gespräche und verzichtet bewusst auf Show-Elemente.

## Besitz
TELE TOP gehört zur «Top-Gruppe», denen unter anderem die beiden Radiosender Radio Top und sowie das die APP "TOP now" gehören.